# Keukenkastje

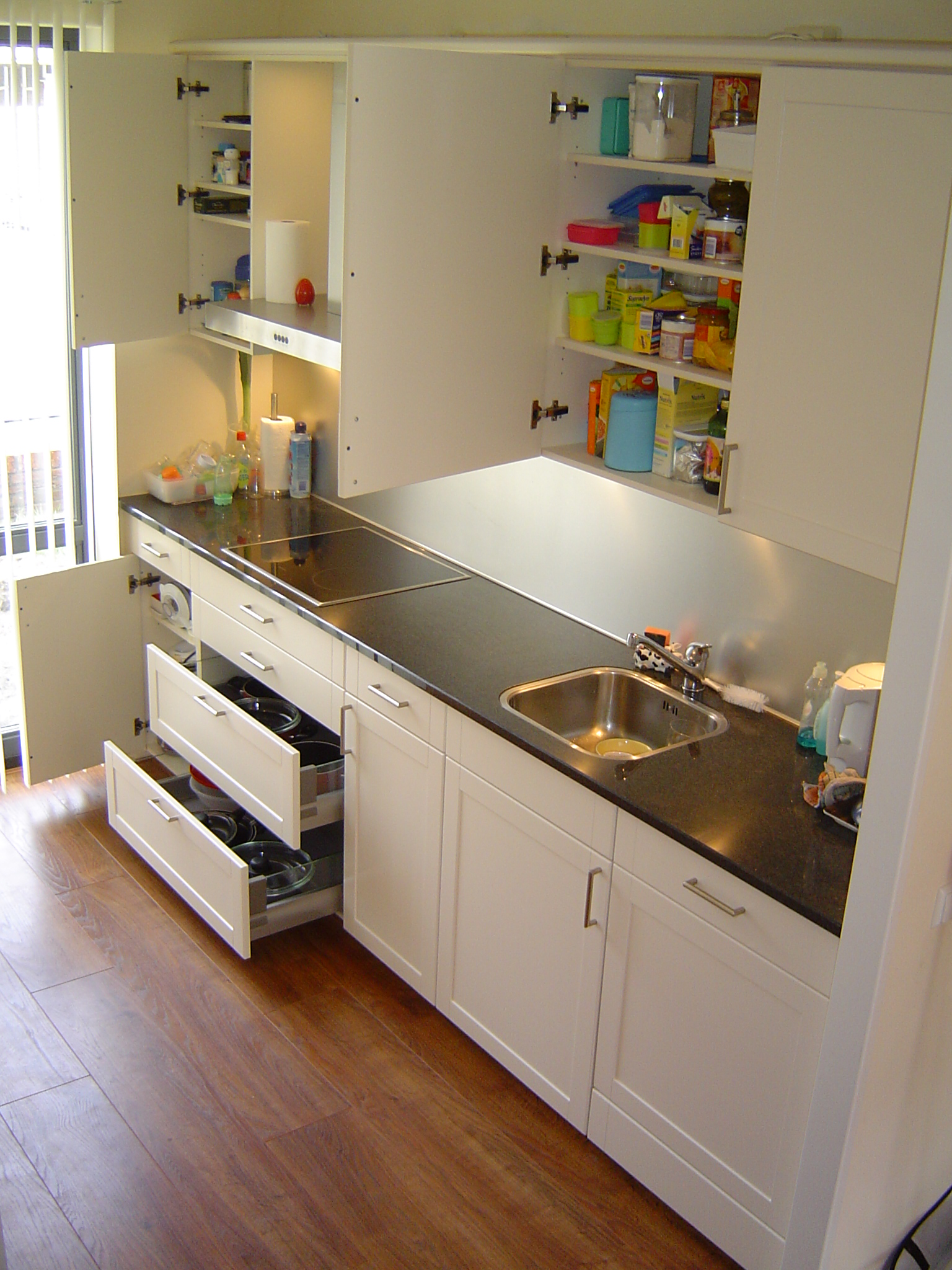
Een keuken met keukenkastjes en -lades

Een keukenkastje is een (meestal ingebouwd) meubelstuk in de keuken waarin voorraad, serviesgoed of keukengerei wordt opgeborgen. Het kastje is meestal afsluitbaar met een deur en is voorzien van schappen om de spullen op te zetten. 
Boven het aanrecht bevinden zich de bovenkasten. Deze zijn minder diep dan de onderkasten onder het aanrecht, zodat men niet het hoofd tegen de kastjes kan stoten tijdens de werkzaamheden op het aanrecht. 
Het is mogelijk om onder de bovenkastjes verlichting aan te brengen. Dit is zowel functioneel als decoratief.

## Deuren
De meeste moderne keukenkastjes hebben een deur met twee of drie knikscharnieren. Alleen kleine bovenkastjes (bijvoorbeeld boven de koelkast) of heel brede bovenkasten hebben een speciaal scharniersysteem, waarbij de deur in z'n geheel boven het kastje wordt gelift.

## Keukenlade
Een variant op het keukenkastje is de keukenlade, een brede lade tussen de kastjes onder het aanrecht, die met name wordt gebruikt voor de opslag van pannen, voorraad en keukengerei.